# Szokinskoje
Szokinskoje (ros. Шокинское сельское поселение) – jednostka administracyjna (osiedle wiejskie) wchodząca w skład rejonu kardymowskiego w оbwodzie smoleńskim w Rosji.
Centrum administracyjnym osiedla wiejskiego jest dieriewnia Szokino.

## Geografia
Powierzchnia osiedla wiejskiego wynosi 387,2 km², a głównymi rzekami są: Chmosć, Orleja i Łośmiona. Przez terytorium jednostki przechodzi linia kolejowa Moskwa – Mińsk i droga magistralna M1 «Białoruś».

## Historia
Osiedle powstało na mocy uchwały obwodu smoleńskiego z 2 grudnia 2004 r., z późniejszymi zmianami – uchwała z dnia 20 grudnia 2018 roku, w wyniku której do jednostki administracyjnej włączono wszystkie miejscowości osiedli Pierwomajskoje i Sołowjowskoje.

## Demografia
W 2020 roku osiedle wiejskie zamieszkiwało 2355 osób.

## Miejscowości
W skład jednostki administracyjnej wchodzą 43 miejscowości, w tym 1 osiedle przy stacji (Prisielskaja) i 42 dieriewnie (Babiejewka, Biednota, Bierieżok, Budka żeleznoj dorogi 372 km, Budka żeleznoj dorogi 373 km, Chotiesłowiczi, Czasownia, Dubrowo, Falkowiczi, Fiedurnowo, Gonczarowo, Gorodok, Jeśkowo, Kołpino, Korowniki, Krasnyj Pachar, Kuncewo, Lubanowo, Łukjaniki, Makiejewskaja, Malawczino, Mamonowo, Maszkino, Minino, Moriewo, Nadwa, Niekisowo, Nowaja Żyzń, Osowo, Pniewo, Prisielje, Raskosy, Riepuchowo, Rusanowo, Ryżkowo, Sołowjowo, Szestakowo, Szokino, Titkowo, Waczkowo, Zaborje, Zalesowo).